# 荒川村 (栃木県)
荒川村（あらかわむら）は那須郡に属していた村である。

## 地理
現在の那須烏山市の南西部、旧南那須町の南部に位置する。
- 河川：荒川

## 歴史

### 村域の変遷
- 1889年（明治22年）4月1日 - 町村制施行により、森田町と田野倉村、大金村、岩子村、小河原村、東原村、高瀬村、小塙村、大里村、曲田村、曲畑村、小倉村、宇井村、八ヶ代村、福岡村、鴻野山村、小白井村が合併し那須郡荒川村が成立する。
- 1954年（昭和29年）6月1日 - 荒川村は下江川村と合併し南那須村が発足。荒川村は消滅。

変遷表
| 1868年 以前 | 1868年 以前 | 明治初年 | 明治6年  | 明治9年 | 明治22年 4月1日 | 昭和29年 6月1日 | 昭和46年 9月1日 | 平成17年 10月1日 | 現在       |
| ----------- | ----------- | -------- | -------- | ------- | --------------- | --------------- | --------------- | ---------------- | ---------- |
|             | 森田町      | 森田町   | 森田町   | 森田町  | 荒川村          | 南那須村        | 町制            | 那須烏山市       | 那須烏山市 |
|             | 田野倉村    |          |          |         | 荒川村          | 南那須村        | 町制            | 那須烏山市       | 那須烏山市 |
|             | 岩子村      |          |          |         | 荒川村          | 南那須村        | 町制            | 那須烏山市       | 那須烏山市 |
|             | 小塙村      |          |          |         | 荒川村          | 南那須村        | 町制            | 那須烏山市       | 那須烏山市 |
|             | 高瀬村      |          |          |         | 荒川村          | 南那須村        | 町制            | 那須烏山市       | 那須烏山市 |
|             | 小河原村    |          |          |         | 荒川村          | 南那須村        | 町制            | 那須烏山市       | 那須烏山市 |
|             | 東原村      |          |          |         | 荒川村          | 南那須村        | 町制            | 那須烏山市       | 那須烏山市 |
|             | 万行村      | 十一人村 | 十一人村 | 大里村  | 荒川村          | 南那須村        | 町制            | 那須烏山市       | 那須烏山市 |
|             | 小鍋村      | 十一人村 | 十一人村 | 大里村  | 荒川村          | 南那須村        | 町制            | 那須烏山市       | 那須烏山市 |
|             | 深作村      |          |          | 大里村  | 荒川村          | 南那須村        | 町制            | 那須烏山市       | 那須烏山市 |
|             | 曲田村      |          |          |         | 荒川村          | 南那須村        | 町制            | 那須烏山市       | 那須烏山市 |
|             | 曲畑村      |          |          |         | 荒川村          | 南那須村        | 町制            | 那須烏山市       | 那須烏山市 |
|             | 大金村      | 大金村   | 大金村   | 大金村  | 荒川村          | 南那須村        | 町制            | 那須烏山市       | 那須烏山市 |
|             | 中ノ内村    |          | 大金村   | 大金村  | 荒川村          | 南那須村        | 町制            | 那須烏山市       | 那須烏山市 |
|             | 宇井村      |          |          |         | 荒川村          | 南那須村        | 町制            | 那須烏山市       | 那須烏山市 |
|             | 小倉村      |          |          |         | 荒川村          | 南那須村        | 町制            | 那須烏山市       | 那須烏山市 |
|             | 八ケ代村    |          |          |         | 荒川村          | 南那須村        | 町制            | 那須烏山市       | 那須烏山市 |
|             | 福岡村      |          |          |         | 荒川村          | 南那須村        | 町制            | 那須烏山市       | 那須烏山市 |
|             | 鴻野山村    |          |          |         | 荒川村          | 南那須村        | 町制            | 那須烏山市       | 那須烏山市 |
|             | 小白井村    |          |          |         | 荒川村          | 南那須村        | 町制            | 那須烏山市       | 那須烏山市 |

## 大字
- 森田（もりた）
- 田野倉（たのくら）
- 岩子（いわこ）
- 小塙（こばな）
- 高瀬（たかせ）
- 小河原（こがわら）
- 東原（とうばら）
- 大里（おおさと）
- 曲田（まがった）
- 曲畑（そりはた）
- 大金（おおがね）
- 宇井（うい）
- 小倉（おぐら）
- 八ケ代（やかしろ）
- 福岡（ふくおか）
- 鴻野山（こうのやま）
- 小白井（こじろい）

## 人口・世帯

### 人口
総数 [単位： 人]
| 1891年（明治24年） | 3,724 |
| 1920年（大正 9年） | 5,175 |
| 1935年（昭和10年） | 5,887 |
| 1950年（昭和25年） | 7,709 |

### 世帯
総数 [単位： 世帯]
| 1920年（大正 9年） | 979   |
| 1935年（昭和10年） | 1,048 |
| 1950年（昭和25年） | 1,273 |

## 交通

### 鉄道
- 日本国有鉄道（ → 東日本旅客鉄道）
  - ■ 烏山線
    - 鴻野山駅 - 大金駅 - 小塙駅